# Maárbal
Maharbal ou Maárbal (fl. século II a.C.) foi o comandante da cavalaria de Aníbal durante a Segunda Guerra Púnica. Ele foi frequentemente crítico para o sucesso de Cartago sobre Roma. Através de sua campanha italiana Aníbal manteve uma vantagem em soldados montados e assim confiava em Maárbal para conseguir supremacia no campo de batalha.
Maárbal é mais conhecido pelo que ele teriadito em uma conversa com Aníbal imediatamente após a Batalha de Canas. De acordo com Tito Lívio, a conversa ocorreu da seguinte maneira: depois de Maárbal expressar interesse em marchar sobre Roma imediatamente: "Eu parabenizo seu zelo," ele (Aníbal) disse a Maárbal, "mas eu preciso de tempo para pesar o plano que me propõe." "Seguramente", Maárbal replicou, "nenhum homem tem sido abençoado com todos os dons de Deus. Você, Aníbal, sabe como ganhar uma vitória; você não sabe como usá-la." A famosa frase latina da última sentença da conversa é a seguinte: "Vincere scis, Hannibal; victoria uti nescis."

## Realizações militares
Maárbal era filho de Himilcão, presumivelmente um cartaginês, de quem nada se sabe. Ele foi mencionado pela primeira vez como comandante da força de cerco na Tomada de Sagunto (219 a.C.), na ausência do comandante-em-chefe Aníbal. De acordo com Tito Lívio, ele cumpria as operações com tal vigor que a ausência de Aníbal quase não foi sentida. Depois que Aníbal chegou à Itália, ele foi destacado com um corpo de cavalaria (presumivelmente aliados espanhóis de Aníbal) para devastar as planícies perto do Rio Pó no norte da Itália. Ele foi chamado de volta para se juntar a seu comandante na Batalha de Ticino (218 a.C.), onde o cônsul Públio Cornélio Cipião ficou gravemente ferido e seu filho fez pela primeira vez uma aparição na história romana.

## Batalha do Lago Trasimeno (217 a.C.)
Na Batalha do Lago Trasimeno, 6 000 romanos que tinham escapado da batalha ocuparam uma posição fortificada num dos vilarejos vizinhos. Estes sobreviventes foram induzidos a baixar suas armas e receberam uma promessa de Maárbal de segurança. Aníbal entretanto recusou-se a ratificar a rendição, alegando que Maárbal tinha excedido seus poderes. Ele dispensou, sem resgate, todos os homens que pertenciam aos aliados italianos, e só manteve os cidadãos romanos como prisioneiros de guerra.  Maárbal, apesar de ser um comandante de cavalaria, liderou escaramuçadores e infantaria ibéricos para prender os romanos que tinham sobrevivido à batalha.
O cônsul Cneu Servílio Gêmino, que estava a caminho de se encontrar com o seu co-cônsul Caio Flamínio, enviou sua cavalaria à frente, liderado pelo pretor Caio Centênio. Após a batalha de Trasimeno, Maárbal (liderando um destacamento de lanceiros e cavalaria) interceptou com sucesso Centênio e seu destacamento de 4 000 cavaleiros. Quando a força de Maárbal se encontrou com Centênio metade dos romanos foram mortos, e o resto se retirou. A cavalaria romana sobrevivente foi perseguida até uma colina, onde eles finalmente se renderam.
Depois desta batalha, Maárbal aparentemente foi enviado com a cavalaria númida a devastar as ricas planícies falernianas.

## Batalha de Canas (216 a.C.)
O papel da Maárbal na famosa Batalha de Canas é incerto. Historiadores romanos são divididos entre si na sua presença ou ausência, e o mais confiável deles, Políbio, não menciona a sua presença. De acordo com Tito Lívio, Maárbal comandou a ala direita do exército cartaginês na batalha de Canas. Apiano, pelo contrário, atribui a Maárbal nesta ocasião o comando da reserva da cavalaria.
Lívio afirma que logo após a vitória, Maárbal exortou Aníbal para prosseguir de uma vez com sua cavalaria sobre a própria Roma, prometendo-lhe que, se ele assim o fizesse, no prazo de cinco dias ele cearia no Capitólio. Na recusa de seu comandante, é dito que Maárbal observou que Aníbal sabia de fato como ganhar vitórias, mas não sabia como usá-las. No entanto, historiadores modernos julgam Aníbal mais razoavelmente do que William Smith e seus contemporâneos. Eles apontam para o fato de que o exército de Aníbal estava exausto, que Roma era capaz de levantar novas legiões, que a própria Roma era defendida por muros formidáveis, e que Aníbal não tinha máquinas cerco.

## Depois de Canas
O destino de Maárbal após a Batalha de Casilino, não é conhecido. Uma pessoa com esse nome é mencionada por Frontino como empregada pelos cartagineses contra algumas tribos africanas que se rebelaram. No entanto, não está claro se esta pessoa é o mesmo Maárbal comandante da cavalaria de Aníbal. Ele pode ter morrido por volta da época do cerco de Casilino, ou pouco depois.